# The Blasting Room
The Blasting Room és un estudi de gravació situat a Fort Collins, Colorado (EUA), construït pels membres del grup de punk rock ALL l'any 1994. Bill Stevenson i Jason Livermore hi exerceixen d'enginyers d'àudio i productors.
L'estudi és conegut per gravar i produir molts grups de punk rock com NOFX, Propagandhi, Lagwagon, No Use for a Name, Berri Txarrak, Memento Mori Hardcore o Rise Against.